# Cáo thỉnh viên
Cáo thỉnh viên là người hướng dẫn hoặc đảm trách vai trò thu thập hồ sơ để báo cáo và đệ trình lời thỉnh nguyện cho một án tuyên chân phước hoặc tuyên thánh lên Bộ Tuyên Thánh theo trình tự tư pháp của Giáo hội Công giáo Rôma. Họ có nhiệm vụ đưa ra những bằng chứng thuyết phục cho việc vinh danh này và chịu trách nhiệm vận động tài chính để chi trả cho cả tiến trình tuyên thánh. Trình độ chuyên môn, vai trò và chức năng của các cáo thỉnh viên được theo các chuẩn mực mà Bộ Tuyên Thánh quy định có hiệu lực kể từ ngày 7 tháng 2 năm 1983. Giám mục nơi có xuất phát ra án tuyên thánh đó tùy nghi lựa chọn và chỉ định bất cứ ai làm cáo thỉnh viên, nhưng thông thường là một linh mục; còn các dòng tu lớn thì thường chọn tu sĩ của họ. Khi án tuyên thánh tiến sang giai đoạn ở Roma, cần một tân cáo thỉnh viên thường trú ở đây để ứng phó với mọi tình huống liên quan đến án tuyên thánh (hay tuyên chân phước).